# میر علی‌نقی سیدخاوری لنگرودی
میر علی‌نقی سیدخاوری لنگرودی (۲۸ فروردین۱۳۲۷–۱۳۶۷) نماینده مردم لنگرود در دوره‌ دوم مجلس شورای اسلامی بود.

## بازداشت و اعدام
از تاریخ ۱۵ آبان ۱۳۶۷ تا ۷ آذر ۱۳۶۷ پنج روحانی به همراه او به اسامی فتح‌الله امید نجف‌آبادی، محمدحسن مشکور، حسین کاظم عرب، حسن رسایی، سیدعلینقی اثنی عشری، همراه با سه تن دیگر به نام‌های روبرت رستاقی، بهمن رحمانی و بهروز قهرمانیان به جرم «تشکیل باند فساد و به فساد کشاندن عده‌ای از افراد، ابتلاء شدید به فساد اخلاقی و فساد مالی، توهین به مقدسات اسلام و امت حزب‌الله و ارتکاب اعمال خلاف شئون روحانیت»دردادگاه های مخفی و غیررسمی به حکم دادگاه تجدیدنظر روحانیت اعدام شدند. هرچند گفته می شود که او ابتدا به تحمل ۱۰ سال زندان محکوم گردید،اما با تجدیدنظرخواهی دادستان وقت دادسرای ویژه،علی فلاحیان حکم بدوی نقض و به اعدام تبدیل شد.بسیاری اعمال نفوذ و توطئه و دشمنی رقیب صاحب نفوذ انتخاباتی وی حجت الاسلام جعفری را دخیل در دستگیری و اعدام وی می دانند.آنچه مسلم است اینکه سرنوشت وی در هاله ای از شایعات و ابهام قراردارد و هرگز اتهام وی به جز برخی عناوین کلی به طور رسمی و مشخص اعلام نشد.

حسینعلی منتظری در کتاب خاطرات خود در زمینه اعدام این شش نفر می‌نویسد:
" آقای امید را نیز در زندان متهم به اعمال منافی عفت کردند واو را به همین اتهام اعدام نمودند. آیا آقای امید که خود هم مجتهد بود و هم سنی ازشان گذشته بود اهل چنین کارهایی بود؟ ایشان از جمله افرادی بودند که در نشر تفکرات شهید مطهری بسیار نقش داشتند. نقل می‌کنند در همان ایامی که این مسایل در کشور بحثش داغ بود  آیت‌الله آقای حاج میرزا هاشم آملی، پدر همین آقایان لاریجانی‌ها، به ملاقات  آیت‌الله مرعشی نجفی رفته بودند. بعد خادم منزل برای آن‌ها چای آورده بود و سینی را گذاشته و می‌خواست برود.  آیت‌الله نجفی به شوخی به ایشان گفته بود که نه خیر شما هم نروید و اینجا باشید. می‌ترسم اگر تو نباشی بعداً بگویند آقای نجفی با آقای آملی فلان عمل را انجام داده… القصه به نظر من آقای امید نجف‌آبادی هم قربانی ماجرای مک فارلین شد."
بسیاری او را قربانی ماجرای مک فارلین و مذاکرات مخفیانه آمریکا با ایران می‌دانند. وی مانند سید مهدی هاشمی (پاسدار) (حوزوی و برادر داماد حسینعلی منتظری و فتح‌الله امید نجف‌آبادی به دلیل افشای ماجرای پنهانی مک فارلین (ایران-کنترا؛ خرید سلاح از آمریکا و اسرائیل برای حکومت جمهوری اسلامی ایران) اعدام شد؛ هر چند او در دادگاه ویژه روحانیت به لواط و شرب خمر متهم شد.

## خانواده
میرعلینقی سیدخاوری در زمان مرگش دارای شش فرزند سه پسر و سه دختر بود.فرزند او بنام سید مصطفی در جنگ کشته شده و فرزند دیگر او سید مرتضی سیدخاوری لنگرودی دکترای حقوق وکیل دادگستری و فارع التحصیل رشته نوازندگی تار وسه تار از دانشکده هنرهای زیبای دانشگاه تهران و مدرس دانشگاه  است. وی در انتخابات دوره دهم مجلس شورای اسلامی نامزد شداما صلاحیت وی احراز نشد.